# Anna Weißebach

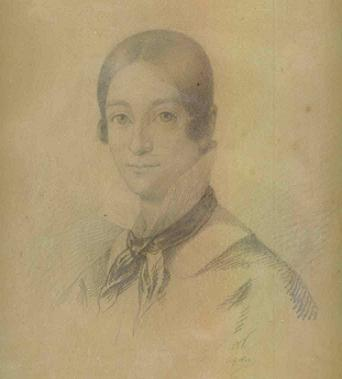
Anna Weißebach

Anna Maria Weißebach (* 15. März 1811 in Trier; † 13. Dezember 1841 ebenda) ist die Begründerin der Elisabeth-Vereine und Elisabeth-Konferenzen, der heutigen Caritas-Konferenzen Deutschlands.

## Leben
Weißebach war Tochter des Weingutsbesitzers zu Kanzem Franz Weißebach und seiner Frau Katharina Grach. Ihr Neffe war Franz Weißebach. Wie ihr großes Vorbild, die Hl. Elisabeth von Thüringen, starb Weißebach früh im Dienst an den Armen.
Weißebach gründete 1840 in Trier mit dreizehn weiteren vornehmen Frauen die erste Gruppe im sozialen Ehrenamt tätiger Frauen in Deutschland im Geiste des französischen Priesters Vinzenz von Paul. Dieser hatte 1617 mit Gründung der ersten Frauenkonferenz der tätigen Nächstenliebe erstmals eine organisierte Form gegeben. Weißebach griff diesen Gedanken auf und gilt als Gründerin der heute „Caritas-Konferenzen Deutschlands“ genannten Vereinigungen. Der Verein schuf u. a. im ehemaligen Karmeliterkloster die „Elisabeth-Küche“ und wurde noch im Gründungsjahr vom Bischof genehmigt. Im Anschluss an die Initiative von Weißebach entstanden in vielen deutschen Städten und Gemeinden ähnliche Gruppen, Elisabeth-Vereine, Elisabeth-Konferenzen und Frauen-Vinzenz-Vereine. Sechs Jahre nach der Gründung wurde der Name von Anna Weißebach in den Vereinsnamen aufgenommen.
In der Vereinssatzung war festgelegt: „Wir beginnen unseren Verein im Namen und zur Ehre unseres Herrn und Heilandes Jesu Christi, der uns lehrte, jeden dem Nebenmenschen erwiesenen Liebesdienst als Ihm selbst erwiesen zu betrachten, und unter Anrufung der großen Armen- und Krankenpflegerin, der heiligen Elisabeth, Landgräfin von Hessen und Thüringen.“
Nach dem Ersten Weltkrieg entstanden die ersten Diözesanverbände, die sich 1931 auf nationaler Ebene zusammenschlossen, seit 1950 unter dem Namen Elisabeth-Konferenzen Deutschlands. 1971 erfolgte die Umbenennung in Caritas-Konferenzen Deutschlands. Im selben Jahr konstituierten die Caritas-Konferenzen Deutschlands zusammen mit 19 anderen nationalen Verbänden die Association Internationale des Charités (AIC) neu. In Deutschland sind in rund 3200 Gruppen etwa 90.000 Mitarbeiter in der Nachfolgeorganisation des von Weißebach gegründeten Elisabeth-Vereins tätig.